# Caerostris extrusa
Caerostris extrusa är en spindelart som beskrevs av Butler 1882. Caerostris extrusa ingår i släktet Caerostris och familjen hjulspindlar.
Artens utbredningsområde är Madagaskar. Inga underarter finns listade.